# Destructor Vincenzo Gioberti
El Vincenzo Gioberti va ser un dels quatre destructors de la classe Oriani construïts per a la Regia Marina italiana a mitjans de la dècada de 1930 i principis de la de 1940. Acabat el 1937, va servir a la Segona Guerra Mundial.

## Disseny i descripció
Els destructors de la classe Oriani eren versions lleugerament millorades de la classe Maestrale anterior. Tenien una longitud entre perpendiculars de 101,6 metres i una longitud total de 106,7 metres. Feien 10,15 metres de mànega i el calat mitjà era de 3,15 metres i de 4,3 metres amb càrrega profunda. Desplaçaven de 1.700 a 1.750 tones mètriques amb càrrega normal, i de 2.400 a 2.450 tones mètriques amb càrrega profunda. La seva dotació durant la guerra era de 7 oficials i 176 sotsoficials i marineria.
Els Oriani eren propulsats per dues turbines de vapor Parsons, cadascuna impulsava un eix de l'hèlix utilitzant vapor subministrat per tres calderes Thornycroft. Dissenyats per a una potència màxima de 48.000 cavalls de potència (36.000 kW) i una velocitat de 32-33 nusos (59-61 km/h) en servei, els vaixells van assolir velocitats de 38-39 nusos (70–72 km/h) durant les seves proves de mar amb una càrrega lleugera. Portaven prou fuel per donar-los una autonomia de 2.600 a 2.800 milles nàutiques (4.800–5.200 km) a una velocitat de 18 nusos (33 km/h) i 690 milles nàutiques (1.280 km) a una velocitat de 33 nusos (61 km/h).
La seva bateria principal estava formada per quatre canons de 120 mil·límetres de calibre 50 en dues torretes de dos canons, una per davant i per darrere de la superestructura. Al mig del vaixell hi havia un parell de canons lumínics de 120 mil·límetres. La defensa antiaèria (AA) per als vaixells de la classe Oriani estava proporcionada per quatre metralladores de 13,2 mil·límetres. Els vaixells estaven equipats amb sis tubs de torpedes de 533 mil·límetres en dos muntatges triples al mig del vaixell. Encara que no tenien un sistema de sonar per a recerca antisubmarina, estaven equipats amb un parell de llançadors de càrregues de profunditat. Els vaixells podien portar 56 mines.

## Història
En la data de l'entrada d'Itàlia a la Segona Guerra Mundial pertanyia al IX Esquadró de Destructors, juntament amb els bessons Alfieri, Oriani i Giosuè Carducci.
A les dues de la matinada del 12 de juny de 1940 va sortir de Tàrent juntament amb els bessons, la 1a Divisió (creuers pesants Zara, Fiume i Gorizia), la 8a Divisió (creuers lleugers Duca degli Abruzzi i Garibaldi) i el 16è Esquadró de Destructors (da Recco, Pessagno, Usodimare) per patrullar la mar Jònica.
El 2 de juliol va ser emprat, juntament amb els bessons, amb la 1a Divisió (Zara, Fiume, Gorizia), amb els creuers lleugers Bande Nere i Colleoni i amb el 10è Esquadró de Destructors (Maestrale, Grecale, Libeccio, Scirocco) per a l'escorta indirecta d'un comboi que tornava de Líbia (transports de tropes Esperia i Victoria, escortats per les torpedineres Procione, Orsa, Orione i Pegaso, a la ruta des de Trípoli a Nàpols).
El 7 de juliol, a la tarda, va salpar juntament amb els bessons i la resta del II Esquadró Naval —creuer pesat Pola, Divisions de creuers I, II, III i VII per un total d'11 unitats i esquadrons de destructors X, XI, XII. i XIII— que després es va unir a l'Esquadró I i va participar en la batalla de Punta Stilo el 9 de juliol. Durant la retirada de la flota italiana durant aquesta batalla, la IX Esquadra va ser la primera formació de destructors, entre els enviats al contraatac de torpedes, per llançar els seus torpedes —cinc en total, des de 13.500 metres— sense, però, poder encertar els objectius.
Entre el 30 de juliol i el 1r d'agost va oferir escorta indirecta, juntament amb els bessons, als creuers Pola, Zara, Fiume, Gorizia, Trento, Da Barbiano, Alberto di Giussano, Eugenio di Savoia, Duca degli Abruzzi, Attendolo, Montecuccoli i els esquadrons de destructors XII, XIII i XV per un total d'11 unitats: dos combois per a Líbia, que van veure al mar un total de 10 vaixells mercants, 4 destructors i 12 torpeders.
Cap al migdia del 27 de novembre va salpar de Nàpols juntament amb els Pola, la 1a Divisió (Fiume i Gorizia) i els altres combatents de la 9a Esquadra, per participa en la inconclusa batalla del Cap Teulada.
El desembre de 1940 va participar —juntament amb l'Alfieri i el Carducci— en el bombardeig de les instal·lacions costaneres d'Albània i Grècia en suport de les operacions del Regio Esercito en aquells territoris.
El 6 de gener de 1941, juntament amb l'Alfieri, el Carducci, el destructor Fulmine (assignat temporalment al IX Esquadró) i el XIV Esquadró de Torpeders (Partenope, Pallade, Altair i Andromeda), va bombardejar les posicions gregues prop de Porto Palerm, a Albània.
A les onze del 26 de març va salpar de Tàrent (sota el comandament del capità de fragata Marco Aurelio Raggio) juntament amb els bessons i la 1a Divisió (Zara, Pola, Fiume), i es van unir a l'esquadró de cuirassats Vittorio Veneto, Divisions de creuers III (Trento, Trieste, Bolzano) i VIII (Garibaldi i Duca degli Abruzzi), esquadrons de destructors XIII (Granatiere, Bersagliere, Fuciliere, Alpino), XVI (Da Recco, Pessagno), XII (Corazziere, Carabiniere, Ascari) —encarregat de l'operació «Gaudo», que posteriorment va donar lloc a la batalla del cap Matapan.
Durant la batalla, el Pola, el vespre del 28 de març, va ser immobilitzat per una torpedinera. L'almirall Angelo Iachino, comandant de l'esquadró italià, va enviar tota la 1a divisió i el 9è esquadró per ajudar el creuer immobilitzat, però quan, a les 22.27, els vaixells van arribar prop del Pola, van ser sorpresos pels cuirassats britànics Barham, Valiant i Warspite, que els van bombardejar amb la seva artilleria: el Zara, el Fiume, l'Alfieri i el Carducci van ser enfonsats i, en un segon temps, també el Pola (torpedinat per destructors britànics) Al començament de la batalla, el Gioberti era la quarta unitat de la línia (la segona, si només es té en compte la línia de destructors), precedida per l'Alfieri i seguit pel Carducc. Sortosament, el Gioberti va aconseguir retirar-se i sortir indemne juntament amb l'Oriani —que estava avariat— gràcies també al sacrifici del Carducci, que s'havia dirigit contra els vaixells anglesos cobrint la fugida de les unitats seccionals amb boira artificial.
El 30 d'abril de 1941 el Gioberti pertanyia a l'escorta indirecta (amb els creuers pesats Trieste i Bolzano, el creuer lleuger Eugenio di Savoia i els destructors Ascari i Carabiniere) d'un comboi format pels transports Birmània, Marburg, Reichenfels, Rialto i Kybfels, que navegava des d'Augusta i Messina per a Líbia amb els vaixells carregats de subministraments per a l'Afrika Korps (l'escorta directa estava formada pels destructors Euro i Fulmine i per les torpedineres Castore, Procione i Orione). Tot i que el 1r de maigva ser atacat per avions i submarins, el comboi no va patir cap dany.
El 3 de juny va col·locar dos camps de mines al nord-est de Trípoli, juntament amb els destructors Pigafetta, Da Mosto, Da Verrazzano, Da Recco, Scirocco i amb les divisions IV (creuers lleugers Bande Nere i di Giussano) i VII (creuers lleugers Eugenio di Savoia, Duca d’Aosta i Attendolo).
El 25 de juny, va salpar de Nàpols com a escorta (juntament amb els destructors Aviere, Geniere i da Noli)) als transports de tropes Esperia, Marco Polo, Neptunia i Oceania (l'escorta indirecta va ser proporcionada pels creuers Trieste i Gorizia i pels destructors Ascari, Corazziere i Carabiniere). Després d'una parada a Tàrent el 27, els vaixells van arribar a Trípoli el 29, malgrat alguns atacs aeris que van causar lleugers danys a l'Esperia.
Del 16 al 18 de juliol, va escortar (juntament amb els destructors Lanciere, Geniere, Oriani i el torpediner Centauro) un comboi format per transports de tropes Marco Polo, Neptunia i Oceania a la ruta Tàrent–Trípoli (hi havia també una escorta indirecta formada pels creuers Trieste i Bolzano i pels destructors Carabiniere, Ascari i Corazziere). Tots els vaixells van arribar al seu destí indemnes, i van evitar un atac del submarí HMS Unbeaten dirigit contra l'Oceania.
El 4 d'agost va salpar de Nàpols, escortant un comboi format pels vapors Nita, Aquitania, Ernesto, Nirvo i Castelverde (la resta de l'escorta estava formada pels destructors Aviere, Geniere, Oriani i Camicia Nera i la torpedinera Calliope), al qual es va afegir després el petrolier Pozarica. El 6 d'agost, el Nita, tocat per avions del 830è Esquadró RAN britànic, es va enfonsar en el punt 35°15' N i 12°17' E, malgrat els intents del Camicia Nera i del Calliope per salvar-lo, mentre les altres naus del comboi van arribar al seu destí l'endemà.
El 19 d'agost, juntament amb els destructors Vivaldi, Nicoloso da Recco, Oriani i el vaixell torpediner Dezza, al qual es va unir més tard l'Esquadró X (Maestrale, Grecale, Libeccio, Scirocco), formava part de l'escorta d'un comboi a la Ruta Nàpols–Trípoli (transports de tropes Oceania Neptunia, Esperia i Marco Polo). El 20 d'agost, quan els transports ja havien pres la ruta de seguretat cap a Trípoli (també després d'haver evitat un atac del submarí HMS Unbeaten), que Gioberti va perseguir sense èxit juntament amb un altre destructor, el Da Noli) el submarí britànic Unique va torpedinar l'Esperia, que es va enfonsar al punt 33°03' N i 13°03' E. Se'n van poder rescatar fins a 1139 homes, mentre que les víctimes van ser 31.
Entre el 31 d'agost i el 2 de setembre, va escortar (juntament amb els destructors Aviere, Da Noli, Camicia Nera, Usodimare i Pessagno) un comboi format per transports de tropes Victòria, Neptunia i Oceania que tornaven de Trípoli a Tàrent. Els vaixells van arribar al seu destí sense danys, malgrat un atac del submarí britànic Upholder.
A la tarda del 16 de setembre, va salpar de Tàrent per escortar el comboi "Vulcania", amb destinació a Trípoli. El comboi estava format pels transports de tropes Neptunia i Oceania, escortats no només pels Gioberti sinó també pels destructors Nicoloso Da Recco, Antonio Da Noli, Emanuele Pessagno i Antoniotto Usodimare. No obstant això, el comboi va topar amb una cortina de foc formada davant de la costa líbia pels submarins britànics Upholder, Unbeaten, Upright i Ursula. A les 4.15 del 18 de setembre, els torpedes llançats per l'Upholder van colpejar Neptunia i Oceania, que es van immobilitzar i van començar a fer aigua. Mentre el Vulcania, indemne, continuava amb l'escorta de l'Usodimare (ambdós vaixells van arribar indemnes a Trípoli malgrat un atac de l'Ursula), els altres destructors van perseguir infructuosament el submarí atacant, van prestar assistència a Oceania i van recuperar els nàufrags del Neptunia,que ja havia començat a enfonsar-se (el vaixell es va enfonsar a popa a les 6.50). A les 8.50 l'Oceania, que estava sent evacuat mentre el Pessagno preparava el remolc, va ser novament torpedinat per l'Upholder i es va enfonsar ràpidament; els destructors no van poder fer res més que rescatarr els nàufrags. Dels 5.818 homes embarcats als dos vaixells, se'n van poder rescatar 5.434; el Gioberti va contribuir a l'operació de rescat recuperant 582 supervivents.
El 24 de setembre, formant part del XIII Esquadró de Destructors (Granatiere, Fuciliere, Bersagliere) va sortir de Nàpols juntament amb la resta del XIII Esquadró, els cuirassats Vittorio Veneto i Littorio i el XIV Esquadró de Destructors (Folgore, Da Recco, Pessagno) per interceptar un comboi britànic, però no ho va aconseguir.
El 2 d'octubre va salpar de Nàpols per escortar —juntament amb els destructors Euro, Antonio Da Noli i Antoniotto Usodimare, més tard units a les torpedineres Partenope i Calliope— un comboi format pels transports Vettor Pisani, Fabio Filzi, Rialto i Sebastiano Venier. Quan el 5 d'octubre, el Rialto, colpejat per les torpedineres britànics del 830è Esquadró, es va enfonsar a la posició 33°30' N i 15°53' E, el Gioberti va rescatar 145 homes que eren a bord del vaixell.
Del 16 al 19 d'octubre va formar part de l'escorta (destructors Folgore, Fulmine, Usodimare, Da Recco, Sebenico) d'un comboi que navegava de Nàpols a Trípoli (transports Beppe, Marin Sanudo, Probitas, Paolina i Caterina), al qual van afegir-se el pesquer Amba Aradam i la torpedinera Cascino. El Beppe va ser torpedinat el dia 18 pel submarí HMS Ursula, i va haver de ser remolcat pel remolcador Max Barendt i assistit pel Da Recco i pel torpediner Calliope (va arribar a Trípoli el dia 21), mentre que el Caterina es va enfonsar al punt a 62 milles per 350° de Trípoli després dels danys patits en un atac aeri; la resta del comboi va arribar a Trípoli el dia 19.
El 19 de novembre, juntament amb l'Oriani i el Maestrale, el Gioberti va escortar el comboi «Alpha» (Ankara i Venier) que tornava de Trípoli a Nàpols (el comboi es va desviar a Tàrent a causa de la presència aeronàutica britànica al canal de Sicília).
A principis de desembre va dur a terme una missió de transport de gasolina de Patras a Derna, juntament amb el Maestrale'.
A les 18.40 del 13 de desembre va salpar de Tàrent amb un grup naval —cuirassat Duilio, creuer pesant Gorizia, destructors Oriani i Maestrale— en suport de l'operació «M. 41» (tres combois amb destinació a Bengasi amb sortida de Tàrent i Argostoli, amb l'ocupació de vaixells mercants Fabio Filzi, Carlo del Greco, Monginevro, Nàpols, Ankara, Capo Orso i com a escorta dels destructors Da Recco, Usodimare, Pessagno, Saetta i Malocello i de la torpedinera Pegaso, així com tres grups de suport). Tanmateix, l'operació va ser víctima dels atacs dels submarins britànics Upright i Urge, que van enfonsar el Filzi i el Del Greco i van danyar seriosament el cuirassat Littorio, mentre que l'Iseo i el Capo Orso van resultar greument danyats en una col·lisió.
El 16 de desembre, juntament amb els cuirassats Andrea Doria, Giulio Cesare i Littorio, els creuers pesats Trento i Gorizia i els destructors Granatiere, Bersagliere, Fuciliere, Alpino, Corazziere, Carabiniere, Oriani, Maestrale i Usodimare, va formar part de la força de suport de l'operació de combois per a Líbia «M 42»: dos combois formats per vaixells mercants Monginevro, Nàpols, Ankarai Vettor Pisani escortat pels destructors Saetta, Da Recco, Vivaldi, Da Noli, Malocello, Pessagno i Zeno. Ambdós combois van sortir de Tàrent i es van dirigir a Bengasi —l'Ankara i el Saetta— i a Trípoli —les altres unitats. Els vaixells van arribar al seu destí indemnes el dia 18, mentre que el grup de suport va participar en un enfrontament poc concloent amb una formació britànica que va prendre el nom de la primera batalla de Sirte, en la qual, però, el Gioberti no van tenir un paper especial.
A les 16.00 del 3 de gener de 1942, el Gioberti va abandonar el port de Nàpols —juntament amb el cuirassat Duilio, els creuers lleugers Garibaldi, Montecuccoli i Attendolo i els destructors Maestrale, Scirocco, Oriani i Malocello— per fer d'escorta indirecta de l'operació «M. 43»: l'enviament de tres combois (amb l'ús de tots els vaixells mercants Monginevro, Nino Bixio, Lerici, Gino Allegri, Monviso i Giulio Giordani) i una escorta directa assegurada pels destructors Vivaldi, Da Recco, Usodimare, Bersagliere, Fuciliere, Freccia i pels torpeders Procione, Orsa, Castore, Aretusa i Antares) des dels ports de Messina, Tàrent i Bríndisi, tots amb destinació a Trípoli. Després de l'arribada dels transports al seu destí (que va tenir lloc el dia 5), el Gioberti i la resta d'unitats del grup van tornar a port a les 4.20 del 6 de febrer.
De febrer a maig de 1942 el Gioberti va ser sotmès a obres de modernització. Es va embarcar un cercador de sonar alemany i 3 jocs acoblats de metralladores de 20/65 mm, es va substituir la tremuja única per a càrregues de profunditat per dues de noves, es van aterrar les dues peces il·luminadores de 120 mm i es van substituir les metralladores bessones del contrapont per altres de simples.
A les 16.30 del 13 de juny va sortir de Càller adjunt al X esquadró de destructors (Ascari, Oriani, Premuda) per atacar el comboi britànic «Harpoon» en el context de la batalla de mitjans de juny; tanmateix, es va veure obligat a tornar a port a causa d'una fallada del motor, ni tan sols va poder assolir una velocitat de 22 nusos.
El 15 d'agost de 1942, mentre escortava la motora Rosolino Pilo juntament amb el Maestrale, el comboi va ser atacat per 17 torpediners: mentre el Pilo era torpedinat a popa (aleshores va ser rematat pel submarí United), el Gioberti va ser metrallat amb nombrosos morts i ferits; gairebé tots els oficials van morir (el comandant del vaixell, el capità de fragata Gianroberto Burgos di Pomaretto, va resultar greument ferit) i va esclatar un incendi Prenent el comandament del destructor danyat, el segon tinent Giulio Ruschi va poder portar-lo a Trapani, rebent la Creu de Guerra per aquesta acció.
El 19 d'octubre de 1942 es va comprometre a l'escorta d'un comboi que va ser víctima dels atacs dels submarins britànics P 32, Upholder i Unbending, que van torpedinar i enfonsar el vapor Beppe; i el destructor Giovanni da VerrazzanoGioberti va dur a terme una caça antisubmarina i va veure que emergeixen pegats de nafta, però no hi va haver submarins britànics enfonsats.

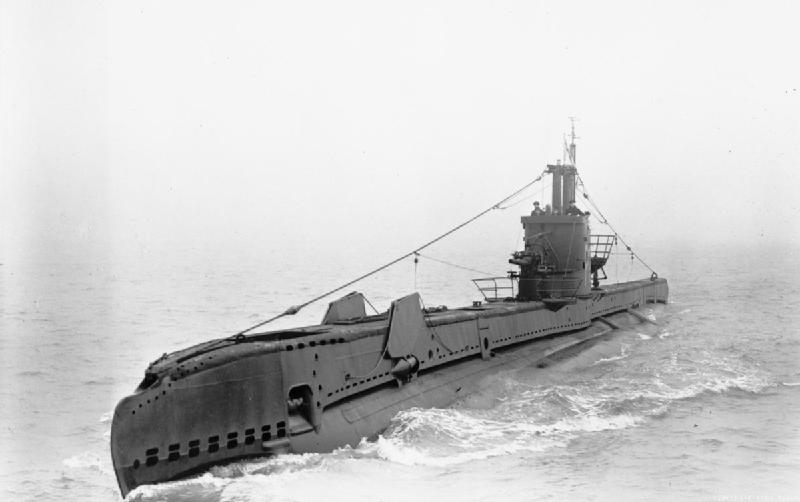
El submarí HMS Simoom, que va enfonsar el Gioberti

El 4 de novembre va sortir de Nàpols per fer d'escorta –juntament amb el Maestrale, el Grecale, l'Oriani, els torpediners Clio i Animoso i un altre destructor modern, el Velite– per als vaixells a motor Giulia i Chisone i el vapor Veloce, amb destinació. per Trípoli: malgrat diversos atacs des de l'aire, el comboi va ser un dels últims a poder arribar a Líbia sense danys.
El 10 de gener de 1943, durant una altra missió d'escorta, va rescatar la tripulació del vaixell de tropes Calino, enfonsat després d'impactar una mina davant de Capri.
Després de la rendició italiana a l'Àfrica (maig de 1943) i el consegüent final de la guerra de combois, el destructor va ser estacionat a La Spezia.
En els mesos següents va ser colpejat i danyat durant els atacs aeris a la base de LigúriaLa Spezia.

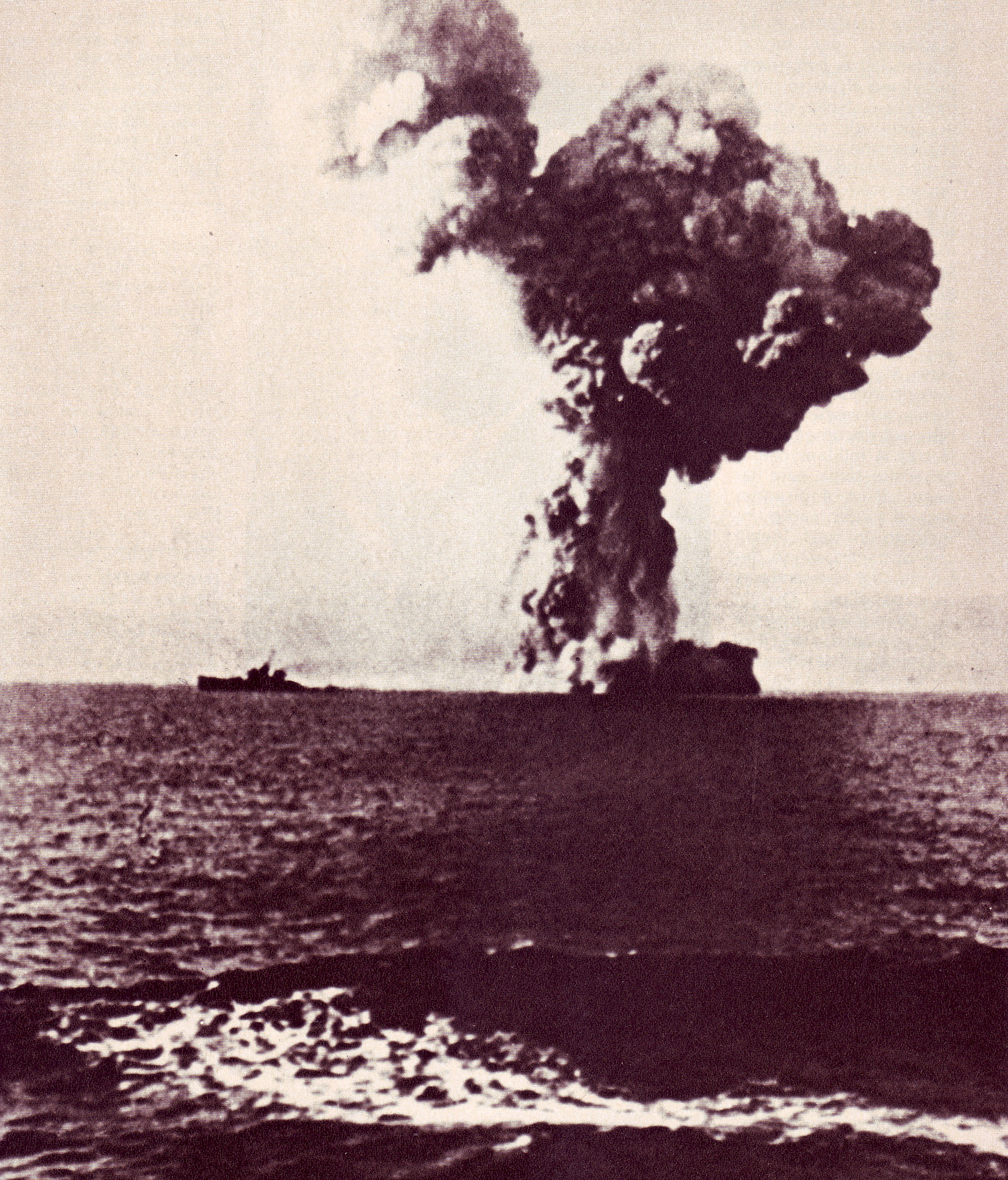
El Gioberti immediatament després de ser torpedinat pel Simoom

En una altra missió, navegant cap a La Maddalena, va ser atacat per un submarí amb el llançament de dos torpedes, que van fallar i van explotar a la riba; Gioberti va reaccionar amb el llançament de càrregues de profunditat.
El 9 d'agost de 1943 va sortir de La Spezia, sota el comandament del capità de fragata Carlo Zampari (en la seva primera missió de guerra), amb els destructors Mitragliere i Carabiniere, escortant la VIII Divisió (creuers lleugers Garibaldi i Duca d'Aosta) amb destinació Gènova. A les 18.24 la formació va ser albirada a Punta Mesco pel submarí britànic Simoom, que va llançar quatre torpedes contra el Garibaldi; aquest últim va aconseguir evitar-los amb la maniobra però el Gioberti, que estava darrere del creuer, va fer una maniobra equivocada (va augmentar la velocitat però es va mantenir en el mateix rumb) i, colpejat per dos torpedes, es va trencar en dos: la popa va volar, la proa, empesa pel cap, va continuar unes desenes de metres abans de desviar-se a estribord i s'enfonsa al seu torn, unes cinc milles a 210° de Punta Mesco. Els 171 supervivents del Gioberti van ser recuperats per algunes MAS i per altres unitats que partien de La Spezia.
El Gioberti havia realitzat un total de 216 missions de guerra (12 amb forces navals, una de posada de mines, una de caça antisubmarina, 3 de bombardeig costaner, 31 de transport, 60 d'escorta de combois, 23 d' entrenament i 85 d'altres tipus), recorrent un total de 74.071 milles i passant 197 dies a la feina.

## El descobriment del naufragi
El naufragi del destructor Vincenzo Gioberti va ser identificat per l'enginyer Guido Gay amb la instrumentació embarcada al catamarà Daedalus el 18 de desembre de 2015: el vaixell es troba al costat dret a una profunditat de 595 metres al sud de Punta Mesco. El ROV Pluto Palla, el mateix que va identificar el cuirassat Roma el 2012 al golf d'Asinara, va inspeccionar la secció de proa del destructor.
La Marina, juntament amb l'enginyer Gay convidat a bord de la Nave Gaeta, van reconèixer oficialment el naufragi el 7 d'abril de 2016.
La història del descobriment de Gioberti és del mateix enginyer Guido Gay i està continguda al llibre d'Ugo Gerini Regio Cacciatorpediniere Vincenzo Gioberti publicat per July Editore el 2016.

## Comandants
- Capitano di fregata Marco Aurelio Raggio (febrer de 1940 - 24 de juny de 1941)
- Capitano di fregata Vittorio Amedeo Prato (25 de juny de 1941 - 14 d'agost de 1942)
- Capitano di fregata Gian Roberto Burgos di Pomaretto (15-18 d'agost de 1942)
- Capitano di fregata Pietro Francesco Tona (octubre de 1942 - 9 de juliol de 1943)
- Capitano di fregata Carlo Zampari (10 de juliol - agost de 1943)